# Tongatapu 2
Tongatapu 2 es un distrito electoral para la Asamblea Legislativa de Tonga. Se estableció para las elecciones generales de noviembre de 2010, cuando los distritos electorales regionales multi-escaños para Representantes Populares fueron reemplazados por distritos electorales de un solo asiento, eligiendo a un representante. Ubicada en la isla principal del país, Tongatapu, abarca parte de Kolofo'ou (un distrito de la ciudad capital, Nukualofa), y los pueblos de Fanga-ʻo-Pilolevu, Mailetaha, Haveluloto, Tofoa y Koloua.
Su primer representante (y hasta ahora único) es Semisi Sika, del Partido Democrático de las Islas Amigas (PTOA). Sika, un parlamentario por primera vez, derrotó al Dr. Viliami Tangi, el ministro titular de salud, quien había formado parte de la Asamblea como ministro pero no había sido elegido legislador. Sika ocupó el escaño con una gran mayoría en las elecciones generales de 2014. En las elecciones de 2021, Semisi Sika fue derrotado por ʻUhilamoelangi Fasi.

## Miembro del Parlamento
| Año de Elección | Miembro             | Partido                                 |
| --------------- | ------------------- | --------------------------------------- |
| 2010            | Semisi Sika         | Partido Democrático de las Islas Amigas |
| 2014            | Semisi Sika         | Partido Democrático de las Islas Amigas |
| 2017            | Semisi Sika         | Partido Democrático de las Islas Amigas |
| 2021            | ʻUhilamoelangi Fasi |                                         |